# خواکین سابینا
خواکین سابینا (اسپانیایی: Joaquín Sabina‎؛ زادهٔ ۱۲ فوریهٔ ۱۹۴۹) خواننده، ترانه‌سرا و شاعر اهل اسپانیا است.
از او تا کنون، ۱۴ آلبوم استودیویی، ۲ آلبوم زنده و ۳ آلبوم گردآوری‌شده منتشر شده است.